# نينجيو
نينجيو (باليابانية: 人魚) والذي يعني الغرنق أو البرمائي، وهو كائن شبيه بالسمك في الثقافة اليابانية. تذكر إحدى الأساطير المروية عن راهبة بوذية اسمها ياو بيكوني عن تواصلها معهم في واكاسا.